# Хросвита Гандерсхаймска
Хросвита Гандерсхаймска или Розвита от Гандерсхайм (на немски: Hrotsvit von Gandersheim, Hroswitha, Roswith, Roswitha von Gandersheim; на латински: Hrotsvitha Gandeshemensis, * ок. 935 в Херцогство Саксония, † след 973 в Гандерсхайм) е каноник на абатство Гандерсхайм (днес град Бад Гандерсхайм в Долна Саксония, Германия).
Тя е считана за първата немска поетеса, автор на религиозни и исторически произведения от Ранното Средновековие. Чрез нея се създават първите драми след античността.
Тя е авторка на произведението „Деянията на Ото“ („Gesta Ottonis“, Gesta Oddonis‚Die Taten Ottos‘), написано на латински хекзаметри за фамилната история и политическите действия на император Ото Велики.
Тя произлиза вероятно от саксонска благородническа фамилия. Още млада тя влиза в абатство Гандерсхайм. Тя назовава нейните учителки Рикардис и Герберга, дъщеря на херцог Хайнрих Баварски и племенница на Ото Велики, която от 949 г. е абатеса на абатството. Нейните произведения се създават между 950 и 970 г. Предполага се, че е умряла след 973 г.

## Издания и преводи
- Paul von Winterfeld (Hrsg.): Scriptores rerum Germanicarum in usum scholarum separatim editi 34: Hrotsvithae Opera. Hannover 1902 (Monumenta Germaniae Historica, Digitalisat Архив на оригинала от 2013-10-30 в Wayback Machine.).
- Hrotsvithae opera. Edidit Karl Strecker (Bibliotheca Scriptorum Graecorum et Romanorum Teubneriana). Leipzig: Teubner 1906, 2. Aufl. 1930.
- Helene Homeyer: Roswitha von Gandersheim. Werke. Paderborn: Schöningh 1936.
- Hrotsvitha: Dulcitius. Passio sanctarum virginum Agapis, Chioniae et Hirenae. In: Horst Kusch: Einführung in das lateinische Mittelalter. Band I: Dichtung. Darmstadt: WBG 1957, S. 154 – 169. ((la)) ((de))
- Hrotsvitha: Passio sancti Gongolfi martiris. In: Horst Kusch: Einführung in das lateinische Mittelalter. Band I: Dichtung. Darmstadt: WBG 1957, S. 170 – 199. ((de)) ((la))
- Hrotsvitha von Gandersheim: Dulcitius. Abraham. Zwei Dramen. Übersetzung und Nachwort von Karl Langosch (Reclam UB 7524). Stuttgart: Reclam 1964 (64 S.)
- Hrotsvit: Opera Omnia. Edidit Walter Berschin (Bibliotheca Scriptorum Graecorum et Romanorum Teubneriana). München/Leipzig: Saur 2001. – ISBN 3-598-71912-4.